# Earophila chillanensis
Earophila chillanensis là một loài bướm đêm trong họ Geometridae.